# Франсис Арнолд
 Франсис Хамилтън Арнолд (на английски: Frances Hamilton Arnold) е американска инженер-химичка. Носител на Нобелова награда за химия, заедно с Джордж Смит и Грег Уинтър, през 2018 г. за пионерската си дейност в използването на насочена еволюция за създаване на ензими.

## Биография
Родена е в град Еджуд край Питсбърг в семейството на ядрения физик Уилям Хауърд Арнолд на 25 юли 1956 г. Получава бакалавърска степен по машинно и авиокосмическо инженерство в Принстънския университет през 1979 г.
След като работи в Южна Корея, Бразилия и Института за изследване на слънчевата енергия в Голдън (щата Колорадо), защитава докторат по химическо инженерство в Калифорнийския университет в Бъркли през 1985 г.
След докторантурата започва работа в Калифорнийския технологичен институт. Там се нарежда сред пионерите в разработването на насочената еволюция на ензимите.